# Myrmochanes
Myrmochanes is een geslacht van vogels uit de familie Thamnophilidae (miervogels). Het geslacht telt één soort.

## Soorten
- Myrmochanes hemileucus  –  Zwart-witte mierkruiper